# Michael Görlitz
Michael Görlitz (* 8. März 1987 in Nürnberg) ist ein deutscher Fußballspieler. Er ist seit Anfang 2023 bei SV Seligenporten unter Vertrag.

## Karriere

### Vereine
Görlitz begann seine Karriere beim SB Phönix Nürnberg und wechselte später zum FC Holzheim Neumarkt. Nachdem er vom 1. FC Nürnberg entdeckt wurde und sich dort zu einem der größten Talente 2002 entwickelte, unterschrieb er beim FC Bayern München. Mit den Bayern erreichte er 2006 das Endspiel um die Deutsche A-Jugendmeisterschaft, welches allerdings – trotz seines Tores, dem einzigen seiner Mannschaft – verloren ging. Für die Regionalliga-Mannschaft absolvierte er in drei Spielzeiten 35 Spiele und erzielte vier Tore.
Im Juni 2008 absolvierte er ein einwöchiges Probetraining beim schwedischen Erstligisten Halmstads BK woraufhin der Verein am 23. Juli 2008 mitteilte, dass man Görlitz verpflichtet hätte. Bei seinem Einstand am 11. August (18. Spieltag) beim 3:1-Heimsieg über Helsingborgs IF gelang ihm mit dem zwischenzeitlichen 2:0 auch sein erstes Tor, was ihm die Auszeichnung „Mann des Spiels“ einbrachte.
Nachdem Görlitz am 22. November 2008 zum „Spieler des Jahres“ seines Vereines gekürt wurde, wurde ihm auch am 16. November 2009 diese Ehre zuteil. Neben Christian Järdler, Tomas  Žvirgždauskas, Tim  Sparv und Emil Salomonsson zählte er als Stammspieler zu den Garanten, die den Abstieg des Vereins mit Erreichen des letzten Nichtabstiegsplatz abwenden konnten.
Jedoch stieg Görlitz in der Saison 2011 mit seinem Klub Halmstads BK als Letzter und mit nur 14 erreichten Punkten aus der ersten schwedischen Liga (Allsvenskan) ab. Sein Vertrag lief Ende Dezember aus. Vor Weihnachten absolvierte er ein zweiwöchiges Probetraining beim deutschen Zweitligisten SpVgg Greuther Fürth. Trotz seiner überzeugenden Qualitäten wurde er jedoch nicht verpflichtet, da er aufgrund seines Offensivdranges nicht in das Anforderungsprofil der Fürther passte. Stattdessen unterschrieb Görlitz am 27. Januar 2012 beim FSV Frankfurt einen Vertrag bis zum 30. Juni 2013. wo er am 3. Februar 2012 unter Trainer Benno Möhlmann im Spiel gegen den MSV Duisburg sein Debüt gab, als er in der 77. Spielminute für Chadli Amri eingewechselt wurde. Nach der schweren Verletzung von Amri, der sich am 23. Spieltag das Wadenbein brach und für den Rest der Saison ausfiel, war Görlitz auf der rechten Außenbahn als Stammkraft bei den Schwarz-Blauen gesetzt. In seinen 14 Einsätzen der Saison 2011/12 erzielte er vier Tore. Im Februar 2013 verlängerte Görlitz vorzeitig seinen Vertrag um ein Jahr.
Zur Saison 2014/15 wechselte Görlitz zum Ligakonkurrenten FC St. Pauli, bei dem er einen Zweijahresvertrag unterschrieb. Ein Jahr später folgte der Wechsel zu Arminia Bielefeld. Nach zwei Spielzeiten endete seine Vertragslaufzeit nach der Saison 2016/17.
Am 29. Januar 2018 unterschrieb Görlitz beim Regionalligisten TSV 1860 München einen Vertrag bis zum Ende der Saison 2017/18 mit einer Option auf Verlängerung.
Ab 2018 spielte Görlitz mit einigen Unterbrechungen im Amateurbereich.

### Nationalmannschaft
Im Nationaltrikot kam Görlitz erstmals am 26. August 2002 in Engingen, beim 1:1-Unentschieden der U-16-Nationalmannschaft gegen die Schweiz, zum Einsatz. Im siebten von neun Spielen in dieser Auswahl traf er das einzige Mal: Am 16. Juni 2003 wurde die Auswahl der USA in Salerno mit 3:0 besiegt, wobei er den Treffer zum zwischenzeitlichen 2:0 in der 76. Spielminute markierte.
In der U-17-Nationalmannschaft wurde er 12 Mal eingesetzt; erstmals – exakt ein Jahr nach seinem Debüt als Nationalspieler – am 26. August 2003 beim 1:0-Sieg in Parndorf über die Auswahl Österreichs.
Bei der 1:5-Niederlage in Mattersdoerf, zwei Tage später, gegen die Auswahlmannschaft der Schweiz erzielte er den einzigen Treffer der Deutschen. Zwei Spiele im November 2004 (gegen die Türkei) und zwei im März 2005 (gegen Frankreich) bestritt er für die U-18-Nationalmannschaft. Mit sechs Spielen für die U-19-Nationalmannschaft 2006 (vom 23. Januar; 2:2 gegen Südkorea bis 26. April; 0:1 in Polen) enden seine 31 Einsätze im Nationaltrikot.
Görlitz spielte in der Qualifikation und in den Vorbereitungsspielen für die vom 14. bis 21. Juli 2007 im indischen Hyderabad ausgetragenen Militärweltspiele auch für die Bundeswehr-Nationalmannschaft, wurde jedoch für das Turnier selbst nicht berücksichtigt.

## Erfolge
- Zweiter der A-Juniorenmeisterschaft 2006 (mit dem FC Bayern München)
- Aufstieg in die 3. Liga 2018 (mit 1860 München)

## Auszeichnungen
- Halmstads BK Spieler des Jahres 2008, 2009